# Demurrage
Demurrage – rodzaj odszkodowania, które jest wypłacane przez czarterującego w razie przekroczenia określonego w umowie czarterowej czasu załadunku/rozładunku danego statku, bądź w razie zbyt długiego czasu oczekiwania na wejście do portu przez określony statek.